# Kurskatalog
En kurskatalog är en katalog över en utbildningsleverantörs utbud av kurser och utbildningar. I katalogen finns ofta scheman, kursbeskrivningar samt information om leverantören och hur man anmäler sig. Kan förekomma i till exempel tryckt och digital form.